# Broadmoor
Broadmoor – jednostka osadnicza w Stanach Zjednoczonych, w stanie Kalifornia, w hrabstwie San Mateo.